# 張文甘
五甘（1947年4月22日—2004年6月3日），本名張文甘（Trương Văn Cam），越南黑幫頭目，也是前南越軍人，於西貢（胡志明市）出生。他以“五甘”这一绰号更为人所知。2004年，被执行死刑。

## 早年生活
張文甘於15歲時因在一次打鬥中把人打死而被判監兩年，在刑滿獲釋後，1966年他加入了越南共和國軍隊，與北越共產主義交戰。同時他也成為反共人士，在西貢淪陷期間仍死守南越，對抗北越軍及越南南方民族解放阵线游擊隊。
及後張被北越軍捉獲，並被共產主義政府投進勞改營，強制接受再教育。

## 犯罪生涯
在張文甘獲得當局釋放後，便開始從事犯罪活動，透過黑道生意獲得不少資產。1994年，張在一次黑道交易中被捕入獄，至1995年5月，在越南之聲廣播電台台長陳梅杏的介入下，張獲提早釋放。這次事件中，張被控有殺人、毆打、賭博、有組織賭博、有組織賄賂、教唆他人犯罪及組織偷渡等罪名。

## 刺殺敵幫頭目
張文甘被判死的原因，或多或少與他在刺殺敵對黑幫女頭目蓉霞（Dung Hà，本名武氏黃蓉）中所扮演的角色有關。武氏黃蓉於越南北部的海防出生，隨後移往南部的胡志明市，與張文甘等合作，協助張擴展他在越南北部的賭場業務。但武氏黃蓉卻有意另起爐灶，組織與張文甘敵對的黑幫，她把一個裝有老鼠的禮物盒，送予西貢一間由張文甘幫控制的酒樓，令張文甘對武氏黃蓉懷恨在心，在2000年10月2日僱用殺手，把武氏黃蓉殺死。
2003年6月4日，張文甘被控謀殺武氏黃蓉、收買政府官員作為他的犯罪網絡保護傘。

## 語錄
- 「可能會有共產主義者認為，他們戰勝了南越，但本人已證明他們被淹沒在腐敗核心之中。」

## 相關網站
- 恐怖活动吓坏整个胡志明市 越南铲除特大黑帮 （页面存档备份，存于）